# Cantón de Lavoûte-Chilhac
El cantón de Lavoûte-Chilhac era una división administrativa francesa, que estaba situada en el departamento de Alto Loira y la región de Auvernia.

## Composición
El cantón estaba formado por trece comunas:
- Ally
- Arlet
- Aubazat
- Blassac
- Cerzat
- Chilhac
- Lavoûte-Chilhac
- Mercoeur
- Saint-Austremoine
- Saint-Cirgues
- Saint-Ilpize
- Saint-Privat-du-Dragon
- Villeneuve-d'Allier

## Supresión del cantón de Lavoûte-Chilhac
En aplicación del Decreto nº 2014-162 de 17 de febrero de 2014, el cantón de Lavoûte-Chilhac fue suprimido el 22 de marzo de 2015 y sus 13 comunas pasaron a formar parte del nuevo cantón del País de Lafayette.